# ISouljaBoyTellEm
iSouljaBoyTellEm to drugi studyjny album amerykańskiego rapera Soulja Boya, wydany 16 grudnia 2008 roku. Gościnnie na albumie występują Sammie, Gucci Mane, Sean Kingston, Yo Gotti oraz Shawty Lo.
Krążek promowały single "Bird Walk", "Kiss Me Thru The Phone" oraz "Turn My Swag On" do których powstały teledyski.

## Lista utworów
| #  | Tytuł                          | Producent(ci)                     | Goście                 | Czas |
| -- | ------------------------------ | --------------------------------- | ---------------------- | ---- |
| 1  | "I'm Bout Tha Stax (Intro)"    | Drumma Boy                        |                        | 3:20 |
| 2  | "Bird Walk"                    | Soulja Boy Tell 'Em               |                        | 3:33 |
| 3  | "Turn My Swag On"              | Natural Disaster                  |                        | 3:26 |
| 4  | "Gucci Bandana"                | Soulja Boy Tell 'Em               | Gucci Mane & Shawty Lo | 3:56 |
| 5  | "Eazy"                         | Zaytoven                          |                        | 3:22 |
| 6  | "Kiss Me Thru the Phone"       | Jim Jonsin, Mr. Collipark         | Sammie                 | 3:13 |
| 7  | "Booty Got Swag"               | Soulja Boy Tell 'Em               |                        | 3:06 |
| 8  | "Rubber Bands"                 | Drumma Boy                        |                        | 4:14 |
| 9  | "Hey You There"                | Soulja Boy Tell 'Em               |                        | 3:52 |
| 10 | "Yamaha Mama"                  | Polow da Don                      | Sean Kingston          | 4:38 |
| 11 | "Wit My Yums On"               | Soulja Boy Tell 'Em               |                        | 3:28 |
| 12 | "Go Head"                      | Soulja Boy Tell 'Em               | Juney Boondata         | 3:41 |
| 13 | "Shoppin' Spree"               | Mr. Hanky                         | Gucci Mane & Yo Gotti  | 4:46 |
| 14 | "Soulja Boy Tellem"            | Mr. ColliPark & The Package Store |                        | 3:31 |
| 15 | "Whoop Rico"                   | Dj GB                             | Show Stoppas           | 4:06 |
| 16 | "I Pray (Outro)"               | Drumma Boy                        |                        | 5:46 |
| 17 | "Twerk Fest" (utwór dodatkowy) | Mr. Hanky                         |                        | 3:39 |

## Pozycja na liście
| Lista                         | Pozycja |
| ----------------------------- | ------- |
| U.S. Billboard Top Rap Albums | 2       |